# Fischer am Rathaus

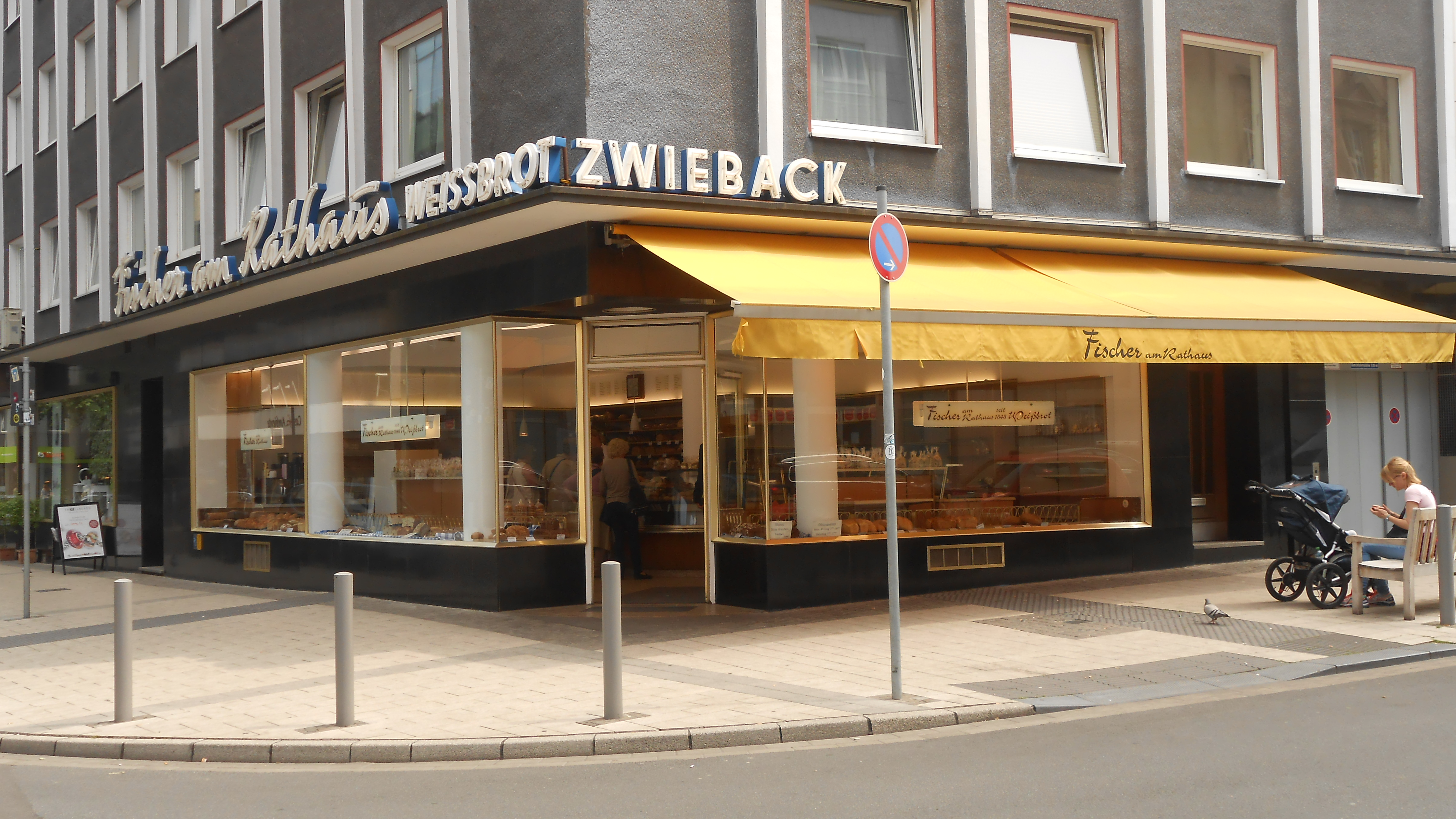
Fischer am Rathaus (2016)

Fischer am Rathaus ist eine Bäckerei und Konditorei in der Innenstadt von Dortmund. Sie wurde 1848 gegründet und befindet sich seither in Familienbesitz. Sie gilt heute als älteste Bäckerei Dortmunds.
Die Bäckerei gilt als Erfinder des Dortmunder Salzkuchens, einer Brötchenspezialität, die hier häufig mit Mett und Zwiebeln gegessen wird.

## Geschichte

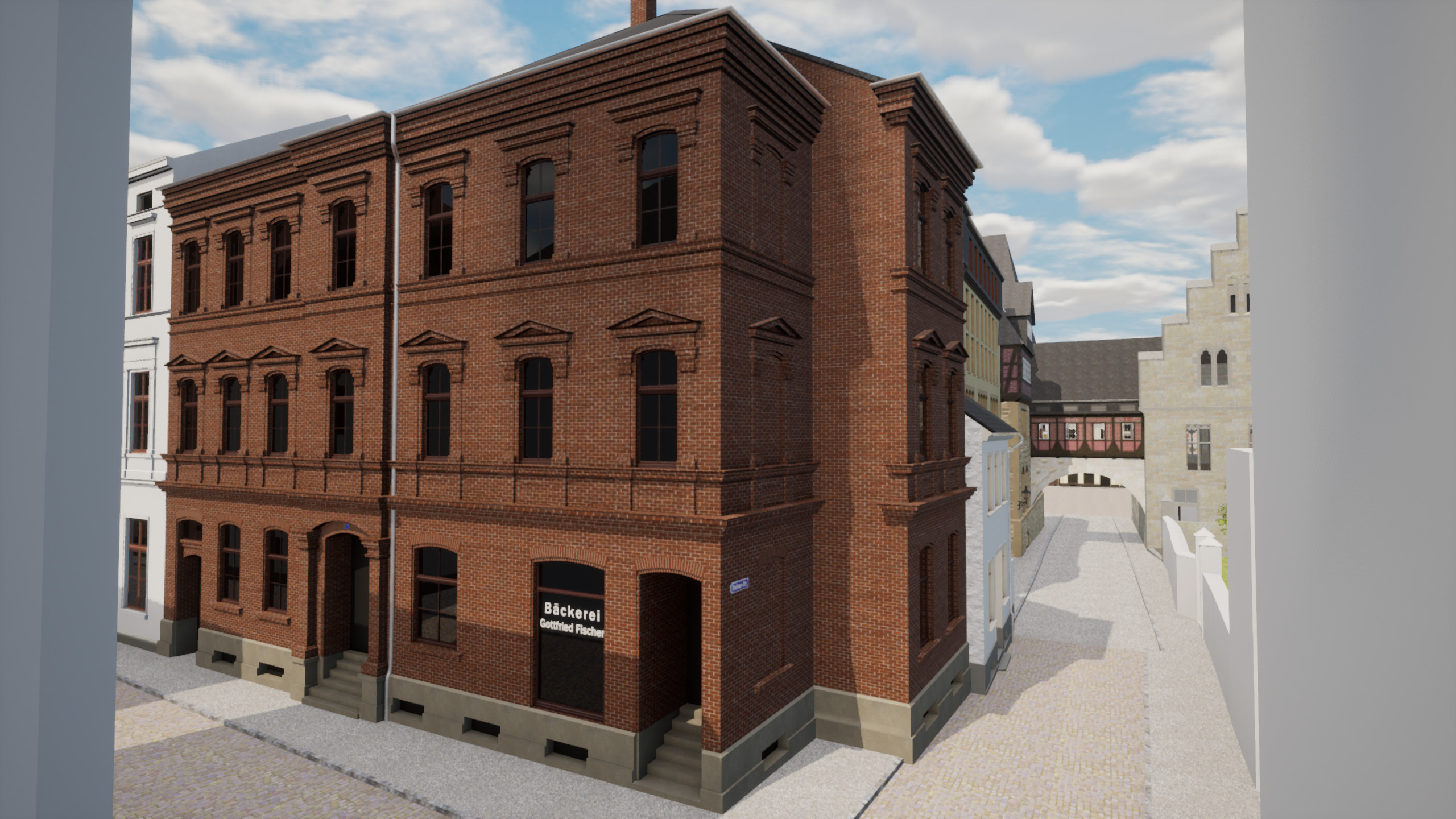
Rekonstruktion des Bäckereigebäudes im Jahre 1909, rechts im Hintergrund das alte Rathaus

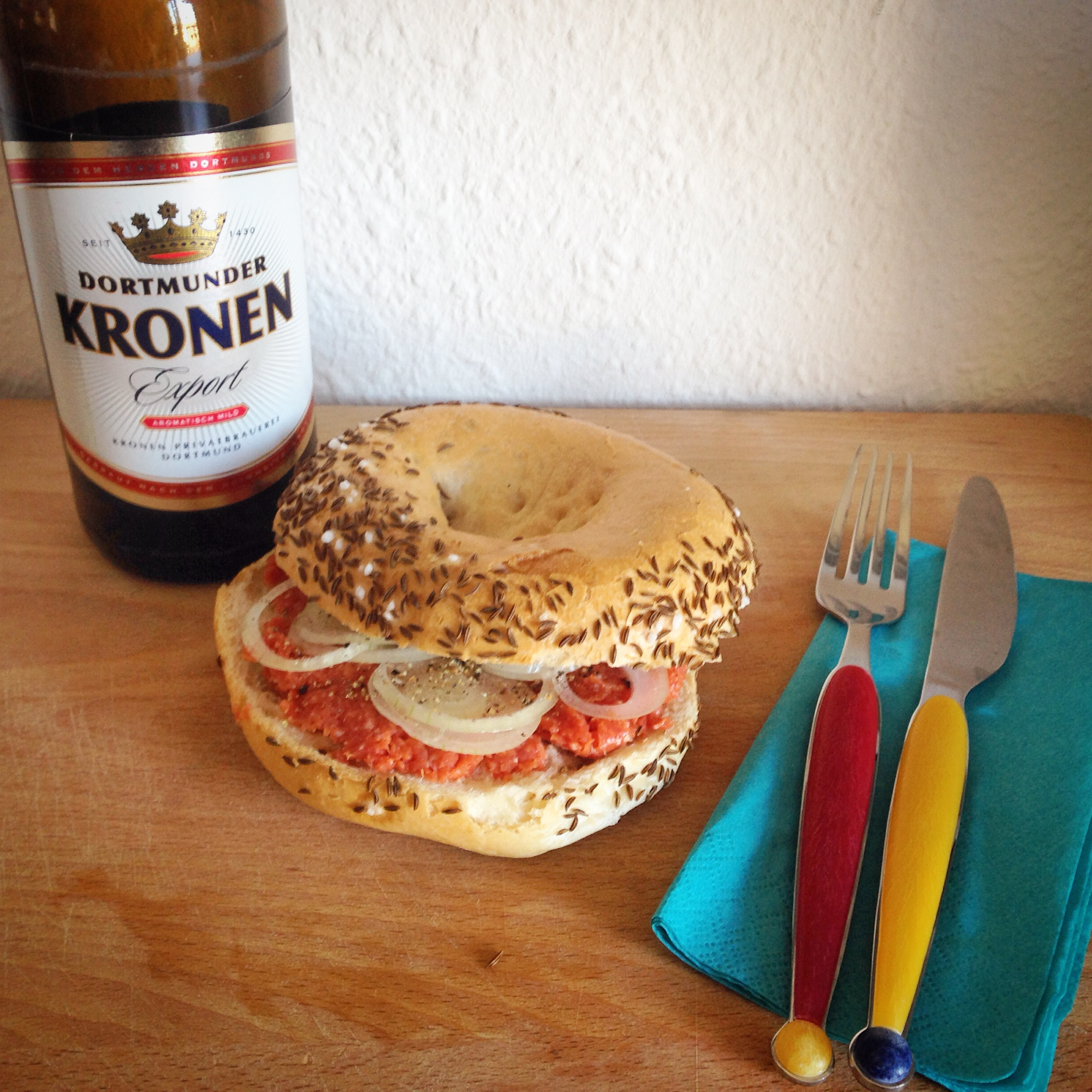
Dortmunder Spezialitäten: Salzkuchen und Dortmunder Export

Der Handwerksbetrieb wurde 1848 von Johann Gottfried Fischer gegründet und wird inzwischen in sechster Familiengeneration von Bäckermeister Heiner Fischer (* 1977) geführt.
Den Namen verdankt das Unternehmen ursprünglich seiner Lage nahe dem Alten Dortmunder Rathaus, das sich als ältestes steinernes Rathaus Deutschlands vom 13. Jahrhundert bis 1955 am Alten Markt befand.
Die ursprüngliche Bäckerei Fischer am Rathaus befand sich an der Ecke Brauhaus- und Balkenstraße. Das dort zwischen 1870 und 1892 errichtete Bäckereigebäude wurde im Zweiten Weltkrieg beim vierten Großangriff auf Dortmund am 6. Oktober 1944 durch drei Bomben getroffen. Das Gebäude wurde dabei zerstört, und auch die erhalten gebliebenen Bilder und Originalrezepte gingen verloren. Damit fehlt heute der Beleg, ob die Bäckerei Fischer bereits 1848 den Salzkuchen herstellte oder ihn erst danach entwickelte.
Nach dem Angriff wurde das Erdgeschoss der Bäckerei notdürftig wiederhergestellt. An einen Wiederaufbau an selber Stelle war jedoch in Folge der Neuordnung der Altstadt nicht zu denken. 1959 zog die Bäckerei an ihren heutigen Sitz an der Betenstraße. Sie war damit wieder in der Nähe des Alten Stadthauses und ist heute auch nahe dem 1989 errichteten Neuen Rathaus, so dass der Name weiter seine Richtigkeit hat.
Der Familienbetrieb überstand den seit den 1990er Jahren anhaltenden Trend der Franchise-Bäckerei-Ketten, in dessen Folge immer mehr inhabergeführte Einzelbäckereien aufgaben. Zuletzt konnte Fischer am Rathaus sein Geschäft wieder ausbauen. Im August 2015 wurde das Haus renoviert und die obere Etage als Café eröffnet.

## Rezeption
Fischer am Rathaus gilt als ein urtypisch Dortmunder Unternehmen und Teil der lokalen Tradition. So kooperiert die traditionsreiche Hövels Hausbrauerei, eine der letzten verbliebenen Brauereien in der einstigen Bierstadt Dortmund, mit Fischer am Rathaus als ur-Dortmunder Bäckerei und damit einem der wenigen weiteren Überlebenden einer anderen Zeit. Insbesondere für die dort erfundenen Salzkuchen, heute eine regionale Spezialität, ist das Haus bekannt. Auch Touristen äußern sich oft überrascht über die traditionsreiche Bäckerei in Dortmund.
Gilt die Bäckerei in der Stadt als traditionell und bodenständig, so überraschte sie zuletzt häufiger, etwa mit dem modernen Ausbau des Cafés 2015 oder der wohltätigen Aktion unter dem unerwartet provozierenden Motto „Titti-Muffins“ im Oktober 2016, als dort rosafarbene Muffins in Brustform gratis verteilt wurden, in einer gemeinsamen Aktion mit dem westfälischen Brustzentrum.